# 安德馨
安德馨（1893年—1933年），河北保定人，回族。他是中華民國軍官，在1933年日本侵華初期的長城戰役中陣亡，國府追贈他青天白日勳章並晉升少將師長。

## 生平
他在保定清苑中學畢業後，到東北加入奉軍，曾任排長。1927年進入東北講武堂步兵科第六期，畢業後到東北軍獨立第九旅六二六团擔任軍官，後任營長。
1931年9·18事變後，安德馨部進駐山海關（又稱榆關）。1933年1月1日晚上，日军進攻山海关南门，被安德馨部擊退。日军在次日再發動進攻，出動大炮及坦克，加上飛機轟炸支援。安率部苦战两日無援，於1月3日牺牲。日軍攻入山海關城內，見安德馨中彈死亡後仍持軍刀挺立站於大道中，敬佩不已。